# Пахомов, Роман Александрович
Роман Александрович Пахомов — гвардии рядовой Вооружённых Сил Российской Федерации, участник антитеррористических операций в период Второй чеченской войны, погиб при исполнении служебных обязанностей во время боя у высоты 776 104-го гвардейского воздушно-десантного полка у высоты 776 в Шатойском районе Чечни.

## Биография
Роман Александрович Пахомов родился 25 марта 1980 года в городе Данкове Липецкой области. С пятилетнего возраста жил в городе Грязи той же области. После окончания девяти классов Грязинской средней школы № 53 (ныне — № 9) поступил в профессиональное училище № 14, где освоил специальность сварщика. 3 июня 1998 года Пахомов был призван на службу в Вооружённые Силы Российской Федерации. После прохождения обучения он был зачислен гранатомётчиком в войсковую часть № 32515 (104-й гвардейский воздушно-десантный полк, дислоцированный в деревне Черёха Псковского района Псковской области), службу проходил в 4-й парашютно-десантной роте.
С началом Второй чеченской войны в составе своего подразделения гвардии рядовой Роман Пахомов был направлен в Чеченскую Республику. Принимал активное участие в боевых операциях. С конца февраля 2000 года его рота дислоцировалась в районе населённого пункта Улус-Керт Шатойского района Чечни около Аргунского ущелья. На соседней высоте 776 находилась 6-я рота, 1 марта 2000 года принявшая здесь бой против многократно превосходящих сил сепаратистов — против всего 90 военнослужащих федеральных войск, по разным оценкам, действовало от 700 до 2500 боевиков, прорывавшихся из окружения после битвы за райцентр — город Шатой. Гвардии рядовой Роман Пахомов в составе 3-го взвода 4-й роты пошёл на помощь погибающей роте. Трижды десантники пытались прорваться к своим товарищам, сумев это сделать лишь ночью. Вместе с десантниками раненый Пахомов отражал ожесточённые атаки боевиков Хаттаба и Шамиля Басаева. В том бою он погиб вместе с 83 сослуживцами.
Похоронен на кладбище в городе Грязи Липецкой области.
Указом Президента Российской Федерации от 12 марта 2000 года за мужество и отвагу, проявленные при ликвидации незаконных вооружённых формирований в Северо-Кавказском регионе, гвардии рядовой Роман Александрович Пахомов посмертно был удостоен ордена Мужества.

## Память
- В честь Пахомова названы улицы в двух городах Липецкой области — Грязях и Данкове[1].
- Мемориальная доска в память о Пахомове установлена на здании Грязинской средней школы № 9, где он учился, в школе регулярно проводятся памятные мероприятия[1].
- В Грязях установлен бюст Пахомова[3].